# Lotte no omocha!
Lotte no omocha! (ロッテのおもちゃ!, Rotte no omocha!) est une série de mangas écrite et illustrée par Yui Haga traitant de Naoya, un homme se retrouvant dans un univers fantaisiste afin de devenir un membre du harem de la princesse Astarotte. Astarotte no Omocha est prépublié entre juin 2007 et décembre 2013 dans le magazine Dengeki Maoh, puis publié en neuf volumes reliés par ASCII Media Works. En 2011, le manga est adapté en anime par Diomedéa, sous le titre Astarotte no omocha! (アスタロッテのおもちゃ!), avec une réalisation de Fumitoshi Oizaki.

## Synopsis
Dans le monde fantaisiste de Álfheimr la princesse Astarotte Ygvar vient juste d'avoir 10 ans. Or pour les succubes l'âge de 10 ans a une signification bien spéciale, celle de former un harem masculin.
Afin de préserver leur corps et leur magnifique apparence les succubes doivent consommer une substance présente sur l'homme, comme un vampire doit boire du sang. En effet elle doivent consommer la substance nommée sauzfryma, plus connu sous le nom de semence pour survivre. Ce harem leur permettant ensuite d'avoir une réserve stable de ce liquide.
La princesse toutefois voue une haine envers les hommes et n'accepte de commencer la création de son harem que si un mâle humain se présente vu que la race humaine est supposée être éteinte. Malheureusement pour elle ses servants lui trouve un humain nommé Naoya Tohara qui avec sa fille Asuha se retrouve dans le royaume des créatures pour rejoindre le harem d'Astarotte.

## Personnages

### Personnages principaux
Astarotte Ygvard (アスタロッテ・ユグヴァール)
Voix japonaise : Rie Kugimiya
Héroïne de la série, c'est la princesse succube d'Álfheimr. Elle a 10 ans, âge où les succubes se doivent de commencer un harem.
Naoya Tohara (塔原 直哉)
Voix japonaise : Rina Satō
Héros de la série. Il a été recruté par Judith pour faire partie du harem de la princesse quand l'arbre d'Yggdrasil a ouvert un portail vers le monde des hommes. Il est venu dans le royaume des créatures avec sa fille Asuha.
Asuha Tohara (塔原 明日葉)
Voix japonaise : Yukari Tamura
Asuha a 10 ans comme Lotte. Elle est née de la rencontre entre Naoya et la princesse Mercelida quand cette dernière s'est enfuie du palais. Elle est donc la princesse Asuhariet et par conséquent la grande sœur d'Astarotte. On apprend que la raison pour laquelle Mercelida laisse Asuha à Naoya est qu'elle ne veut pas que ses filles se détestent et se disputent l'héritage.

## Média

### Manga
Le manga est publié dans le Dengeki Maoh de juin 2007 à décembre 2013, et compilé en neuf volumes reliés.

### Anime
Une adaptation en anime intitulée Astarotte no Omocha! (アスタロッテのおもちゃ!) est diffusée sur Chiba TV et tvk à partir du 10 avril 2011. Produite par le studio Diomedéa, elle est dirigée par Fumitoshi Oizaki et produite par Gorō Shinjuku. Le thème de l'opening est Tenshi no CLOVER (天使のCLOVER) par Aimi et le thème de l'ending Manatsu no Photograph (真夏のフォトグラフ) par Azusa.